# Januszewo (Mazovie)
Pour les articles homonymes, voir Januszewo.
Januszewo (prononciation : [januˈʂɛvɔ]) est un village polonais de la gmina de Naruszewo dans le powiat de Płońsk de la voïvodie de Mazovie dans le centre-est de la Pologne.
Il se situe à environ 7 kilomètres au sud-est de Naruszewo (siège de la gmina), 17 kilomètres au sud de Płońsk (siège du powiat) et à 50 kilomètres au nord-ouest de Varsovie (capitale de la Pologne).

## Histoire
De 1975 à 1998, le village appartenait administrativement à la voïvodie de Ciechanów.